# جون وينديل هولمز
جون وينديل هولمز هو مؤرخ ودبلوماسي كندي، ولد في 18 يونيو 1910 في لندن في كندا، وتوفي بنفس المكان في 13 أغسطس 1988.